# Sleipnir (вебоглядач)
Sleipnir — вебоглядач із вкладками, розроблений Fenrir Inc. Основними функціями браузера є широка налаштовуваність та функції вкладок. Він підтримує HTML5 та різні механізми компонування.
Назви Слейпнір та Фенрір - це назви тварин із скандинавської міфології . 
Спочатку Sleipnir був створений японською мовою, а потім випущений із перекладами з англійської та китайської мов. Подальші переклади виконуються перекладачами-добровольцями.  
Він доступний для iOS, macOS, Microsoft Windows, Android та Windows Phone.

## Історія
Спочатку Sleipnir був розроблений Ясуюкі Кашіваґі. У листопаді 2004 року було викрадено комп'ютер, що містив вихідний код Sleipnir. У 2005 році Кашіваґі заснував Fenrir & Co., щоб розпочати розробку нової версії Sleipnir. Починаючи з версії 2, нові версії не сумісні з оригіналом.
Станом на 2006 рік Sleipnir мав 6 % частки ринку в Японії.
Sleipnir був одним із дванадцяти оглядачів, які спочатку пропонувались на екрані у ЄС для Windows 7 (і XP та Vista з оновленням) щоб користувачі могли вибирати між Internet Explorer та іншими оглядачами під час процесу встановлення..
Стабільна версія 5.0 була випущена 24 грудня 2013 року з найновішим рушієм Blink.
Остання стабільна версія для Windows — 6.5.5 (вийшла 14 березня 2024 року).